# Мальтраверс, Джон, 1-й барон Мальтраверс
Джон Мальтраверс (англ. John Maltravers; приблизительно 1290 — 16 февраля 1364) — английский аристократ, рыцарь Бани, 1-й барон Мальтраверс с 1330 года. Владел землями в Дорсете, участвовал в войне с Шотландией (предположительно) и в Войне Диспенсеров, после которой был вынужден бежать на континент. Вернулся в Англию вместе с Изабеллой Французской и Роджером Мортимером, стал одним из стражей и предполагаемых убийц короля Эдуарда II (1327). Занял видное место в окружении Мортимера, благодаря чему расширил свои владения и получил баронский титул. После прихода к власти Эдуарда III снова бежал на континент. В 1347 году получил от короля частичное прощение, в 1351 году был полностью реабилитирован. Последние годы жизни провёл на родине.

## Биография
Джон Мальтраверс родился приблизительно в 1290 году в семье сэра Джона Мальтраверса, землевладельца из Дорсета, и его первой жены Элеоноры. У Джона-старшего в первом браке родилась ещё и дочь, Мод (Матильда), в 1313 году ставшая женой Джона Ленхэма. После смерти первой супруги Мальтраверс женился во второй раз, на Джоан Фолиот (дочери сэра Уолтера Фолиота), родившей ему ещё трёх дочерей — Элис, Джоан и Элизабет.
И отец, и сын Мальтраверсы были посвящены в рыцари в Вестминстере 22 мая 1306 года, в один день с принцем Уэльским Эдуардом, который позже стал королём Англии Эдуардом II. По данным некоторых источников, Мальтраверс участвовал в шотландской войне и попал в плен в битве при Баннокберне в 1314 году. В 1319 году он как рыцарь представлял графство Дорсет в парламенте, в 1320 году сопровождал Мориса Беркли, 2-го барона Беркли, на королевскую службу в Гиень. Сэр Джон примкнул к баронам, которые в 1321 году начали борьбу против короля и его фаворитов Диспенсеров; он получил от Эдуарда прощение, но вскоре снова примкнул к мятежу. В январе 1322 года Мальтраверс сжёг королевский город Бриджнорт, в марте того же года он сражался при Боробридже, где бароны были окончательно разгромлены. Земли сэра Джона были конфискованы, ему самому пришлось бежать на континент.
В 1325 году Мальтраверс появился в окружении жены Эдуарда Изабеллы Французской, приехавшей в Париж для переговоров о мире после войны Сен-Сардо. Изабелла была недовольна мужем, и вокруг неё собрались враги короля во главе с Роджером Мортимером, старым соратником сэра Джона. В 1326 году они собрали армию и высадились в Англии. Эдуард II был свергнут, Изабелла с Мортимером стали фактическими правителями королевства при юном Эдуарде III. Мальтраверс получил назад свои земли, а также часть владений казнённых Диспенсеров. В марте 1327 года ему было поручено вместе с Томасом Беркли и сэром Томасом Гурнеем охранять бывшего короля в замке Беркли в Глостершире. Некоторые хронисты обвиняют сэра Джона в жестоком обращении с Эдуардом. Ночью на 21 сентября узник умер, и большинство источников утверждает, что он был убит своими стражами: самые ранние версии предполагают удушение, более поздние — убийство посредством раскалённого прута, введённого в задний проход. Исследователи, как правило, считают насильственный характер смерти Эдуарда II вероятным, но констатируют, что полная уверенность невозможна из-за отсутствия надёжных данных.
В последующие годы Мальтраверс занял видные позиции в окружении Мортимера. В феврале 1329 года он участвовал в суде над сторонниками Генри, графа Ланкастерского, поднявшего мятеж, в том же году сопровождал Эдуарда III в его поездке во Францию для принесения вассальной присяги Филиппу VI. Позже он получил выгодную должность смотрителя королевских лесов к югу от Трента (1329), занял пост управляющего королевским двором, стал констеблем замка Корф и хранителем Кларендонского парка, получил владения, конфискованные у Джона Гиффарда из Бримпфилда (1330). 25 января или (по другим данным) 5 июня 1330 года сэра Джона вызвали в парламент как лорда Мальтраверса. При этом самое раннее именование его бароном относится к 1329 году.
Мальтраверс, по-видимому, сыграл важную роль в судьбе брата Эдуарда II, Эдмунда Вудстока, 1-го графа Кентского. Последнему сообщили, что Эдуард жив и что его содержат в Корфе; доверенным лицам графа даже показали человека, похожего на бывшего короля. Кент решил освободить брата и передал ему через предполагаемых тюремщиков письмо с изложением своего плана, которое оказалось в руках Мортимера и королевы Изабеллы. На основании этого документа графа приговорили к смерти как изменника и обезглавили. Он явно стал жертвой провокации. Возможно, именно сэр Джон, ближайшее доверенное лицо Мортимера и констебль Корфа, распространил слухи об узнике и таким образом получил доказательства измены Кента.
В октябре 1330 года Эдуард III арестовал Мортимера в Ноттингеме. Один из хронистов сообщает, что тогда же схватили и Мальтраверса, но эти данные явно не соответствуют действительности: барону удалось скрыться. Парламент на одном из ноябрьских заседаний приговорил Мальтраверса к смерти за его участие в деле Эдмунда Вудстока, конфисковал его земли, а права на них передал вдове Кента и Уильяму Монтегю, 3-му барону Монтегю. 3 декабря был отдан приказ об аресте барона и была объявлена награда за его голову в тысячу марок. Однако сэр Джон смог бежать на континент. По одним данным, он много лет провёл в Германии, по другим, находился в основном в Нижних землях. Его семья осталась в Англии и жила в бедности, так что в 1331 году королеве Филиппе пришлось назначить баронессе Мальтраверс содержание. Известно, что в 1332 году жена сэра Джона ездила на континент — якобы в паломничество, но на деле, скорее всего, чтобы повидаться с супругом.
Мальтраверс не терял надежд на возвращение в Англию и восстановление своего положения. В течение 1330-х годов он неоднократно контактировал с приближёнными Эдуарда III: в частности, в 1334 году с ним виделся Уильям Монтегю. Постепенно положение изгнанника улучшалось. В 1339 году он получил от Эдуарда ежегодную пенсию в сто фунтов, в 1342 году жене сэра Джона разрешили ездить к нему. В 1347 году барон встретился с королём во Фландрии и попросил разрешения вернуться, чтобы очистить своё имя (он обратил внимание монарха на то, что был осуждён заочно, без права защищаться). Эдуард предоставил ему королевскую защиту. В 1348 году Мальтраверс ездил с дипломатической миссией в города Гент, Брюгге и Ипр, вскоре после этого он был назначен губернатором Нормандских островов. Наконец, 20 июня 1351 года сэр Джон был полностью реабилитирован, получил назад все свои владения и вернулся в Англию. В ноябре того же года его вызвали в парламент как лорда. Последние годы своей жизни Мальтраверс провёл на родине и умер 16 февраля 1364 года.
Тот факт, что Эдуард III помиловал предполагаемого убийцу своего отца, некоторые историки используют как аргумент в пользу того, что Эдуард II не умер в 1327 году. Согласно этой версии, он бежал из Беркли, долго находился в замке Корф и в 1330 году уехал на континент, а новый король, зная об этом, 20 лет продержал Мальтраверса в изгнании, чтобы сделать более правдоподобной версию об убийстве.

## Семья
Джон Мальтраверс был женат дважды: на Эле или Милисент Беркли, дочери Мориса, 2-го барона Беркли, и Евы ла Зуш (умерла примерно в 1329 году), и на Агнес Берефорд, дочери сэра Уильяма Берефорда и вдове сэра Джона Арджентина и сэра Джона Нерфорда. В первом браке родился сын Джон, который умер при жизни отца (в 1350 году). Джон-старший пережил и единственного внука, Генри, так что наследницей его земель и титула стали две внучки — Элеанора, жена Джона Фицалана, 1-го барона Арундела, и Джоан, жена сэра Джона Кейниса.

## В культуре
Сэр Джон стал одним из персонажей романа французского писателя Мориса Дрюона «Французская волчица» из цикла «Проклятые короли». В мини-сериале «Проклятые короли» 1972 года его играет Андре Матис.